# Riddim Driven: Engine
Riddim Driven: Engine jest dwudziestą dziewiątą składanką z serii Riddim Driven.  Została wydana 2 lipca 2002 na CD i LP. Album zawiera piosenki nagrane na riddimie "Engine" stworzonym przez Christophera Jamesa.

## Lista
1. "No Fear" - Bounty Killer
2. "Scream Girl Child" - Sizzla
3. "Bun Him A Gi Yuh" - Elephant Man
4. "Bedroom Bully" - Ward 21
5. "Lick Dem Head" - Spragga Benz
6. "Big Man" - Vybz Kartel
7. "I've Been Waiting" - Anthony Cruz
8. "Nah Go Nice" - Wayne Wonder
9. "If A War" - Assassin
10. "Batta Ears" - Mad Cobra
11. "Up And Down" - Anthony B
12. "Blessings In Disguise" - Lady Saw
13. "Girl You Know" - Da'ville
14. "Lyrics" - Galaxy P
15. "Yes" - Frisco Kid